# Virmajärvi
Virmajärvi est un petit lac à cheval sur la frontière russo-finlandaise entre la province de Finlande orientale et la République de Carélie. Il est situé à 19 kilomètres du village de Ilomantsi, ville la plus à l'est de la partie continentale de l'Union européenne. La petite île sur le lac de Virmajärvi est actuellement le point géographique le plus à l'est de la partie continentale de l'UE.

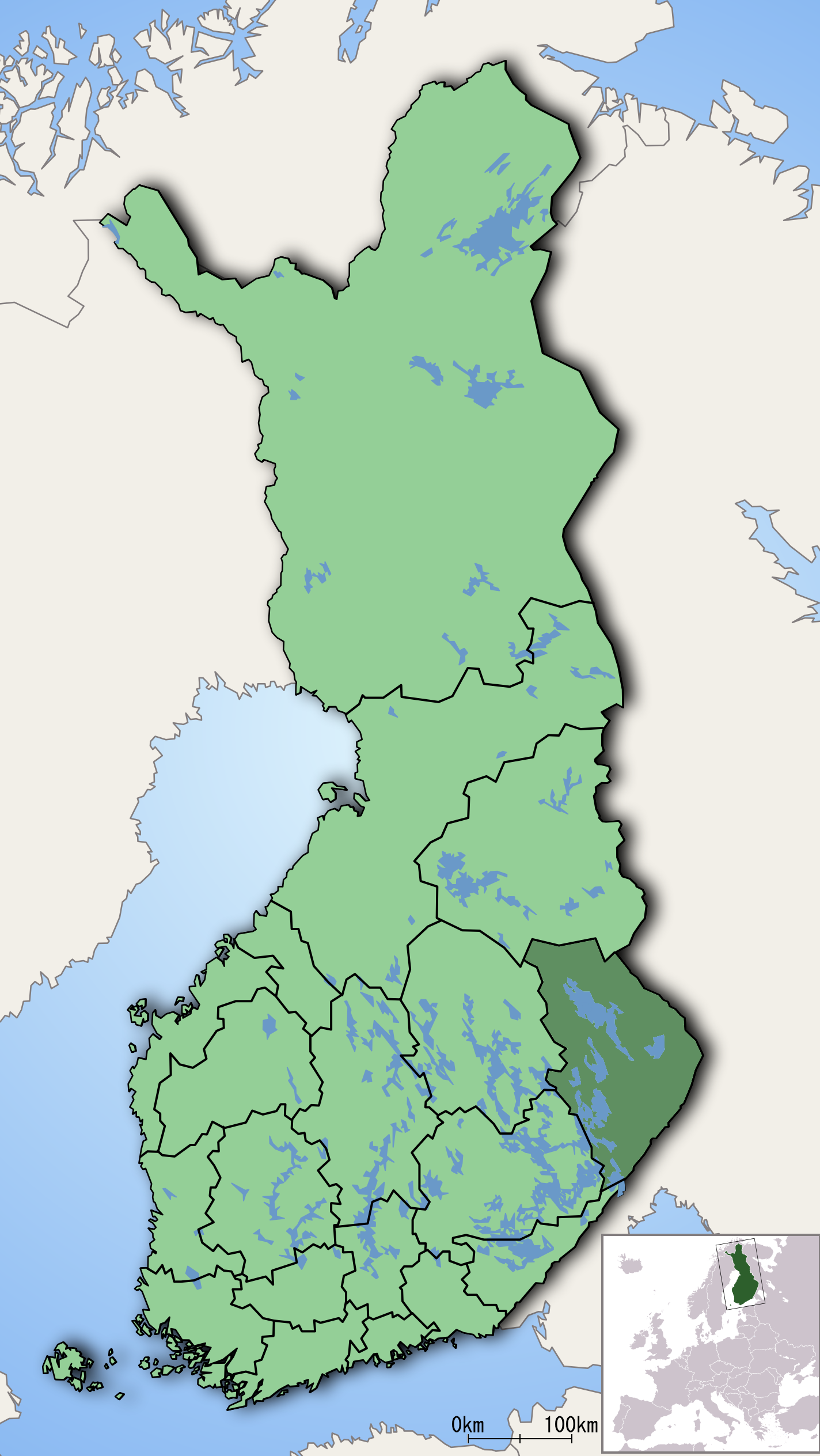
Le lac de Virmajärvi se situe en Finlande orientale.